# Solieria pulverulenta
Solieria pulverulenta là một loài ruồi trong họ Tachinidae.